# Well Well Well (Mellow Mood)
Well Well Well è il secondo album in studio della band reggae italiana Mellow Mood.

## Tracce
1. Inna Jail – 3:54
2. Something We Really Want – 3:39
3. Dat's Me (No Remedy) – 3:19
4. Moses – 4:38
5. She's So Nice – 4:10
6. Refugee – 5:25
7. Something So Sure – 4:16
8. Try Baby (feat. Moymoy) – 3:56
9. Well Well Well – 3:55
10. Man a Express – 3:23
11. My Girl – 3:08
12. Cry Out – 4:29
13. Real Hot – 4:15
14. Immigrant Star – 4:39
15. Sunshine – 4:48